# Calidota obscurator
Calidota obscurator är en fjärilsart som beskrevs av Druce 1884. Calidota obscurator ingår i släktet Calidota och familjen björnspinnare. Inga underarter finns listade i Catalogue of Life.